# Formicarius rufifrons
A Formicarius rufifrons a madarak osztályának verébalakúak (Passeriformes) rendjébe és a  földihangyászfélék (Formicariidae) családjába tartozó faj.

## Rendszerezése
A fajt Emmet Reid Blake amerikai ornitológus írta le 1957-ben.

## Előfordulása
Bolívia, Brazília és Peru területén honos. Természetes élőhelyei a szubtrópusi vagy trópusi mocsári erdők és cserjések. Állandó, nem vonuló faj.

## Megjelenése
Testhossza 18 centiméter.

## Természetvédelmi helyzete
Az elterjedési területe elég nagy, de széttöredezett, egyedszáma pedig csökken. A Természetvédelmi Világszövetség Vörös listáján mérsékelten fenyegetett fajként szerepel.